# Arnor Angeli
Arnor Angeli (Bruxelles, 25 febbraio 1991) è un ex calciatore belga, di ruolo centrocampista.

## Carriera

### Club

#### L'inizio in Belgio
Dopo essere passato per le giovanili di Anderlecht, Brussels e Standard Liegi, inizia la sua carriera tra i professionisti con questi ultimi, con i quali esordisce anche in UEFA Champions League il 4 novembre 2009 nella partita giocata in casa e vinta 2-0 dalla compagine belga opposta ai greci dell'Olympiacos. Dopo 2 stagioni a Liegi, in cui totalizza 13 presenze in campionato con una rete e contribuisce alla vittoria della Coppa del Belgio 2010-2011 con 2 presenze, nel 2011-2012 viene mandato in prestito al Beerschot con cui segna 1 gol in 12 presenze di campionato. La stagione successiva passa a titolo definitivo al Mons. Con la squadra biancorossa, con la quale giocherà per 2 stagioni, mette a segno 5 reti in campionato nell'arco di 42 presenze.

#### Avellino
Rimasto svincolato nell'estate 2014, il 22 agosto lascia il suo paese e passa all'Avellino, in Serie B, firmando un contratto annuale. Fa il suo esordio nel calcio italiano il 27 settembre 2014 nella vittoriosa gara contro il Livorno entrando nella ripresa al posto di Moussa Koné.
L'esordio da titolare avviene all'undicesima giornata di campionato, sul campo del Perugia.

#### Il ritorno in Belgio
Dopo essere restato svincolato per gran parte della stagione 2015-2016, l'8 febbraio 2016 firma per la squadra belga del FCV Dender EH, militante in Derde klasse. Esordisce il 20 dello stesso mese nella sconfitta casalinga contro il VW Hamme. A fine stagione lascia la squadra dopo aver collezionato 14 presenze in campionato.

#### Il ritorno in Italia
Il primo luglio 2016 viene ufficializzato il suo acquisto da parte della Vibonese. Dopo poco si svincola dal club calabrese e ritorna in Belgio all'RC Lebbeke.

### Nazionale
Nella sua carriera vanta anche 7 presenze nell'Under 21 belga oltre a numerose presenze a partire dall'Under 17 passando anche per l'Under 18 e l'Under 19.

## Statistiche

### Presenze e reti nei club
Statistiche aggiornate al 4 luglio 2016.
| Stagione              | Squadra               | Campionato            | Campionato | Campionato | Coppe nazionali | Coppe nazionali | Coppe nazionali | Coppe europee | Coppe europee | Coppe europee | Altre coppe | Altre coppe | Altre coppe | Totale | Totale |
| Stagione              | Squadra               | Comp                  | Pres       | Reti       | Comp            | Pres            | Reti            | Comp          | Pres          | Reti          | Comp        | Pres        | Reti        | Pres   | Reti   |
| --------------------- | --------------------- | --------------------- | ---------- | ---------- | --------------- | --------------- | --------------- | ------------- | ------------- | ------------- | ----------- | ----------- | ----------- | ------ | ------ |
| 2009-2010             | Standard Liegi        | PL                    | 8          | 1          | CB              | 1               | 0               | CL - EL       | 1+0           | 0+0           | SB          | 0           | 0           | 10     | 1      |
| 2010-2011             | Standard Liegi        | PL                    | 5          | 0          | CB              | 2               | 0               | CL - EL       | 0+0           | 0+0           | -           | -           | -           | 7      | 0      |
| Totale Standard Liegi | Totale Standard Liegi | Totale Standard Liegi | 13         | 1          |                 | 3               | 0               |               | 1             | 0             |             |             |             | 17     | 1      |
| 2011-2012             | Beerschot             | PL                    | 12         | 1          | CB              | 2               | 0               | -             | -             | -             | -           | -           | -           | 14     | 1      |
| 2012-2013             | Mons                  | PL                    | 25         | 2          | CB              | 2               | 0               | -             | -             | -             | -           | -           | -           | 27     | 2      |
| 2013-2014             | Mons                  | PL                    | 17         | 3          | CB              | 1               | 0               | -             | -             | -             | -           | -           | -           | 18     | 3      |
| Totale Mons           | Totale Mons           | Totale Mons           | 42         | 5          |                 | 3               | 0               |               |               |               |             |             |             | 45     | 5      |
| 2014-2015             | Avellino              | B                     | 13         | 0          | CI              | 1               | 0               | -             | -             | -             | -           | -           | -           | 14     | 0      |
| 2016                  | Dender                | DK                    | 14         | 0          | CB              | 0               | 0               | -             | -             | -             | -           | -           | -           | 14     | 0      |
| 2016                  | Vibonese              | D                     | 0          | 0          | CI-D            | 0               | 0               | -             | -             | -             | -           | -           | -           | 0      | 0      |
| Totale carriera       | Totale carriera       | Totale carriera       | 94         | 7          |                 | 9               | 0               |               | 1             | 0             |             | 0           | 0           | 104    | 7      |

## Palmarès

### Club

#### Competizioni nazionali
- Coppa del Belgio: 1

Standard Liegi: 2010-2011